# رشید نخله
رشید نخله (۱۸۷۳ - ۱۹۳۹) شاعر عربی لبنانی بود. سرود ملی لبنان معروف به همگی برای میهن را سرود. زجل‌هایش چاپ شده‌است.